# Thomas H. Stack
Thomas H. Stack (ngày 3 tháng 7 năm 1845 –  Ngày 30 tháng 8 năm 1887) là một linh mục Công giáo người Mỹ và Dòng Tên, từng phục vụ trong một thời gian ngắn với tư cách là chủ tịch của Đại học Boston vào năm 1887. Sinh ra ở West Virginia ngày nay, ông từng học tại Học viện Quân sự Virginia. Sau khi Nội chiến diễn ra, ông gia nhập Quân đội Liên bang năm 1863, phục vụ với tư cách là một pháo binh và sau đó trong quân đoàn tín hiệu cho đến năm 1865. Ông đăng ký học tại Đại học Georgetown năm 1866 và gia nhập Hội Dòng Tên vào năm 1868.
Stack sau đó dạy vật lý và hóa học tại Georgetown, Boston College và College of Holy Cross, trước khi được bổ nhiệm làm chủ tịch của Boston College vào năm 1887. Ông giữ chức chưa đầy một tháng trước khi bị bệnh và mất.

## Đầu đời
Thomas H. Stack sinh ngày 3 tháng 7 năm 1845 tại Union, Virginia (nằm ở Tây Virginia ngày nay). Ông đăng ký vào Học viện Quân sự Virginia, nhưng các nghiên cứu của ông đã bị dừng lại do sự bùng nổ của Nội chiến năm 1861, Stack nhập ngũ vào Quân đội Liên bang vào ngày 16 tháng 12 năm 1863. Giữ cấp bậc binh nhì, lần đầu tiên ông được chỉ định làm pháo binh, và vào ngày 3 tháng 3 năm 1864, chuyển đến quân đoàn tín hiệu. Ông được ghi nhận lần cuối với tư cách là thành viên nhập ngũ của Quân đội Liên minh vào ngày 7 tháng 1 năm 1865.
Sau khi kết thúc chiến tranh, Stack tiếp tục học lại tại trường cao đẳng Georgetown ở Washington, DC, vào năm 1866. Ông quyết định theo học tại trường Georgetown sau khi nghe chủ tịch của trường đó, Bernard A. Maguire, thuyết giảng tại Virginia. Stack hoàn thành việc học của mình vào năm 1868, và gia nhập Hội Dòng Tên vào ngày 1 tháng 9 năm đó. Cuối cùng, ông được phong chức linh mục vào năm 1881.

## Việc giảng dạy
Stack phục vụ đa dạng như một giáo sư vật lý tại Đại học Georgetown, tại Đại học Holy Cross, và trong ba dịp riêng biệt tại Boston College. Ông cũng giảng dạy hóa học tại Boston College, và trở thành người điều hành giảng viên đầu tiên của The Stylus of Boston College, một tạp chí được thành lập vào năm 1883. Ông là thành viên của hội đồng quản trị trường Cao đẳng Georgetown từ năm 1884 đến 1885.
Vào ngày 5 tháng 8 năm 1887, Stack đã thay thế Edward V. Boursaud để giữ chức chủ tịch của Boston College. Nhiệm kỳ của ông rất ngắn ngủi, vì ông bị bệnh nặng với một cơn sốt vào ngày 22 tháng 8 năm 1887 và qua đời vào ngày 30 tháng 8. Nicholas Russo được bổ nhiệm làm phó hiệu trưởng và chủ tịch của trường.

### Trích dẫn
1. 1 2 3 4 5 6  Donovan, Dunigan & FitzGerald 1990
2. ↑  Conway, Lynn (ngày 30 tháng 6 năm 2011). "Blue and Gray in Bronze". Georgetown University Library. Bản gốc lưu trữ ngày 7 tháng 9 năm 2015. Truy cập ngày 30 tháng 6 năm 2020.
3. 1 2  Curran 1993